# 达讷马里 (杜省)
达讷马里（法語：Dannemarie，法語發音：[danmaʁi] ⓘ）是法国杜省的一个市镇，属于蒙贝利亚尔区。

## 地理
达讷马里（47°23'25"N, 6°53'50"E）面积2.25 平方千米，位于法国勃艮第-弗朗什-孔泰大區杜省，该省份为法国东部内陆省份，北起上索恩省，西接汝拉省，东部及东南部与瑞士接壤，东北部与贝尔福地区省接壤。
与达讷马里接壤的市镇（或旧市镇、城区）包括：格莱、维拉尔莱布拉蒙、格朗方丹、上阿茹瓦、布拉蒙。

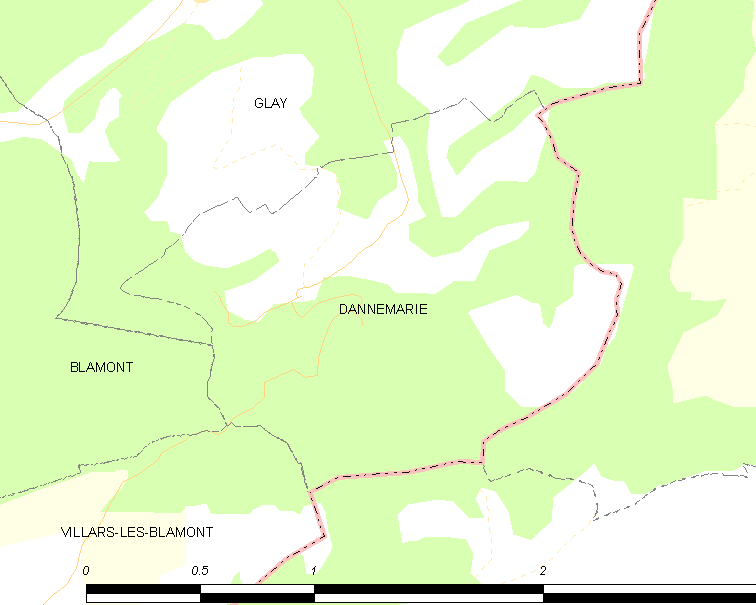
的OSM定位图

达讷马里的时区为UTC+01:00、UTC+02:00（夏令时）。

## 行政
达讷马里的邮政编码为25310，INSEE市镇编码为25194。

## 政治
达讷马里所属的省级选区为迈什县。

## 人口

1962-2008年间人口变化图示

达讷马里于2022年1月1日时的人口数量为120人。